# جو ماك
جو ماك (بالإنجليزية: Matthew Mack)‏ هو نقابي وسياسي نيوزلندي، ولد في 3 مارس 1867، وتوفي في 18 يوليو 1951. حزبياً، نشط في حزب العمال النيوزيلندي.